# مدار زمین‌مرکزی

مقایسه محدوده مدار نزدیک زمین (فیروزه‌ای) و مدار میانی زمین (زرد). خط‌چین سیاه‌رنگ مدار زمین‌آهنگ و خط‌چین سبز مدار ۲۰۲۳۰ کیلومتری است که برای ماهواره‌های سامانه موقعیت‌یاب جهانی (GPS) به‌کار می‌رود.

مدار زمین‌مرکزی (انگلیسی: Geocentric orbit) مسیر گردش هر جسم یا جرم در حال گردش به دور زمین مانند مسیر گردش ماه یا ماهواره‌ها را دربر می‌گیرد. برآورد ناسا در سال ۱۹۹۷ که توسط مرکز پروازهای فضایی گودارد انجام شد نشان داد که حدود ۲۶۴۵ بار مفید ماهواره در حال گردش به دور زمین و ۶۲۱۶ قطعه زباله فضایی در فضا وجود دارد. بیش از ۱۶۲۹۱ شیء که قبلاً پرتاب شده‌اند نیز وارد جو زمین شده‌اند.

## فهرست اصطلاحات و مفاهیم
واژه‌های این بخش ممکن است بیش از یک تعریف یا تعاریف غیرمرتبط به زمین نیز داشته باشند.
- فرازا (ارتفاع)
- آنالما
- اوج و حضیض
- برون‌مرکزی
- استوای سماوی
- سرعت گریز
- ضربه
- انحراف مداری
- عناصر مداری
- تناوب مداری
- شناسه حضیض
- زمان نجومی
- زمان خورشیدی
- سرعت برداری

## انواع مدارهای زمین‌مرکزی
طبقه‌بندی‌های مختلف مدار زمین‌مرکزی به این شرح است:

### طبقه‌بندی بر پایه فرازا (ارتفاع)
- مدار نزدیک زمین (LEO)
- مدار میانی زمین (MEO)
- مدار زمین‌آهنگ (GEO)
- مدار دور از زمین (HEO)

### طبقه‌بندی بر پایه انحراف مداری
- مدار مایل

مدار قطبی
مدار خورشیدآهنگ

### طبقه‌بندی بر پایه خروج از مرکز مداری
- مدار دایره‌ای
- مدار بیضوی

مدار هوهمان
مدار انتقال زمین‌آهنگ
مدار بسیار بیضوی (HEO)
مدار مولینیا
مدار توندرا
- مسیر هذلولی
- مسیر سهموی

### طبقه‌بندی بر پایه سمت حرکت
- حرکت مخالف گرد و موافق گرد

### طبقه‌بندی بر پایه زمین‌آهنگی
- مدار نیم‌آهنگ (SSO)
- مدار زمین‌آهنگ (GEO)

مدار زمین‌ثابت
مدار کلارک
نقاط لاگرانژی مدار زمین
مدار ابرآهنگ
مدار زیرآهنگ

### طبقه‌بندی‌های ویژه
- مدار خورشیدآهنگ
- مدار ماه

### طبقه‌بندی‌های غیرزمین‌مرکزی
- مدار نعل‌اسبی